# Wikariatka w Lubawie
Wikariatka w Lubawie – zabytkowa budowla gotycka, dawna baszta w murach miejskich Lubawy (województwo warmińsko-mazurskie) przekształcona następnie na budynek wikariatu. Stanowi jeden z najcenniejszych obiektów gotyckich Ziemi lubawskiej.

## Historia
Budowę fortyfikacji i zamku lubawskiego zainicjował biskup chełmiński Herman z Tryzny w latach 1303-1311. Prace te były kontynuowane przez biskupa Ottona w latach 1323-1349 i z tego okresu pochodzą najstarsze elementy wikariatki, stojącej w bezpośrednim otoczeniu kościoła Nawiedzenia Najświętszej Maryi Panny i św. Anny.
Budowla w początkowym okresie była basztą łupinową, odsłoniętą od strony północno-zachodniej. Ścianę od tej strony zbudowano prawdopodobnie jeszcze w XV wieku, zamykając budynek. W okresie gotyku baszta dysponowała czterema symetrycznymi oknami na piętrze, a w parterze otworem bramnym i furtą. Okna gotyckie przebudowano w kolejnych wiekach wraz z przekształceniem dachu. W początku XX wieku do głównej elewacji dostawiono wiatrołap, co dodatkowo zmieniło wygląd tej ściany. Również obecne otwory okienne są wynikiem przebudowy. W 2022 przeprowadzono prace renowacyjne.